# Laguna Puyehue
Laguna Puyehue är en sjö i Chile.   Den ligger i regionen Región de la Araucanía, i den södra delen av landet, 700 km söder om huvudstaden Santiago de Chile. Laguna Puyehue ligger 2 meter över havet. Arean är 0,12 kvadratkilometer. Den sträcker sig 0,6 kilometer i nord-sydlig riktning, och 0,5 kilometer i öst-västlig riktning.
Runt Laguna Puyehue är det glesbefolkat, med 18 invånare per kvadratkilometer.